# Diplocaulus
Diplocaulus är ett utdött släkte av groddjur som levde under permperioden i Nordamerika.

## Beskrivning
Diplocaulus hade en tjock, salamander-liknande kropp men den var dock relativt stor, den kunde bli upp mot 1 meter lång. 